# داتساكورن تونغلاو
داتساكرون ثونغلاو (بالتايلندية: ดัสกร ทองเหลา) ، لاعب كرة قدم تايلندي.

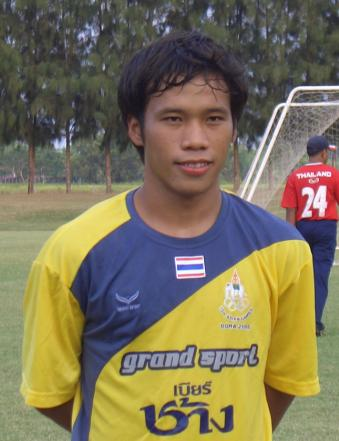
داتساكرون ثونغلاو

و هو يلعب مع نادي هوانغ أنه غيا لاي الفيتنامي.
و هو يلعب مع منتخب تايلند لكرة القدم.

## روابط خارجية
- داتساكورن تونغلاو على موقع الاتحاد الدولي (مؤرشف)  (الإنجليزية)
- داتساكورن تونغلاو على موقع قاعدة بيانات كرة القدم.إي يو (الإنجليزية)
- داتساكورن تونغلاو على موقع ناشيونال فوتبول تيمز (الإنجليزية)
- داتساكورن تونغلاو على موقع Soccerway.com (الإنجليزية)
- داتساكورن تونغلاو على موقع عالم كرة القدم.نت (الإنجليزية)
- داتساكورن تونغلاو على موقع كووورة